# Условный экстремум
Усло́вный экстре́мум — максимальное или минимальное значение, которое функция, определённая на множестве {\displaystyle G} и принимающая вещественные значения, достигает в предположении, что значения некоторых других функций с той же областью определения подчинены определённым ограничительным условиям (если такие дополнительные условия отсутствуют, то говорят о безусловном экстремуме).
В частности, множество {\displaystyle G} может быть подмножеством арифметического векторного пространства {\displaystyle \mathbb {R} ^{n},} а упомянутые ограничительные условия, в свою очередь, могут быть заданы в виде равенств или неравенств. Ниже рассматриваются классическая задача на условный экстремум, в которой все условия заданы в виде равенств, а также задача Лагранжа — одна из классических задач вариационного исчисления.

## Постановка классической задачи на условный экстремум
Пусть {\displaystyle {G\subset \mathbb {R} ^{n}}} — открытое множество, и на нём заданы функции  {\displaystyle y_{i}=f_{i}({\vec {x}}),\;i=1,2,\dots ,m.}  Пусть {\displaystyle E=\lbrace \,{\vec {x}}\in G:\,f_{i}({\vec {x}})=0\;\;\forall \,i=1,2,\dots ,m\,\rbrace .}
Уравнения
{\displaystyle (*)\qquad f_{i}({\vec {x}})=0}
называют уравнениями связей (терминология заимствована из механики).
Пусть на {\displaystyle G} определена также функция {\displaystyle y=f_{0}({\vec {x}}).}  Точка {\displaystyle {\vec {x}}_{0}\in E} называется точкой условного экстремума данной функции относительно уравнений связей {\displaystyle (*),} если она является точкой обычного (безусловного) экстремума функции {\displaystyle f_{0}} на множестве {\displaystyle E}  (модификация определения экстремума сводится к тому, что в нём вместо окрестностей в {\displaystyle G}, то есть {\displaystyle U_{G}({\vec {x}}_{0})}, рассматриваются окрестности в {\displaystyle E}, то есть {\displaystyle U_{E}({\vec {x}}_{0})=U_{G}({\vec {x}}_{0})\bigcap E}).

## Метод множителей Лагранжа для решения задачи условного экстремума

### Теорема
Предположим, что все фигурирующие в постановке классической задачи на условный экстремум функции непрерывно дифференцируемы, и пусть {\displaystyle {\vec {x}}_{0}} — точка условного экстремума функции {\displaystyle f_{0}} при выполнении уравнений связей {\displaystyle (*).}  Тогда в этой точке градиенты {\displaystyle \nabla f_{i},\,i=0,1,\dots ,m}  являются линейно зависимыми, т. e.  {\displaystyle \exists \,\lambda _{i},\,i=0,1,\dots ,m\,\colon \;\sum _{i=0}^{m}|\lambda _{i}|\neq 0,}  но  {\displaystyle \sum _{i=0}^{m}\lambda _{i}\nabla f_{i}=0} .
Числа {\displaystyle \lambda _{i},\,i=0,1,\dots ,m} называются множителями Лагранжа и определены с точностью до умножения на произвольную ненулевую константу. Наибольший интерес представляет случай, когда {\displaystyle \lambda _{0}\neq 0}  (тогда, умножив все {\displaystyle \lambda _{i}} на подходящую ненулевую константу, можно сделать множитель {\displaystyle \lambda _{0}} равным {\displaystyle 1} и, таким образом, вообще исключить его из рассмотрения). В такой ситуации вместо только что сформулированной теоремы пользуются следующим следствием из неё.

### Следствие
Если {\displaystyle {\vec {x}}_{0}} — точка условного экстремума функции {\displaystyle f_{0}} относительно уравнений связей {\displaystyle (*),} и в ней градиенты {\displaystyle \nabla f_{i},i=1,\dots ,m}  линейно независимы, то  {\displaystyle \exists \,\lambda _{1},\dots ,\lambda _{m}} такие, что в данной точке  {\displaystyle \nabla f_{0}+\lambda _{1}\nabla f_{1}+\dots +\lambda _{m}\nabla f_{m}=0.}  В координатном виде это векторное равенство эквивалентно выполнению равенств
{\displaystyle (**)\qquad {\frac {\partial f_{0}}{\partial x_{i}}}({\vec {x}}_{0})+\lambda _{1}{\frac {\partial f_{1}}{\partial x_{i}}}({\vec {x}}_{0})+\dots +\lambda _{m}{\frac {\partial f_{m}}{\partial x_{i}}}({\vec {x}}_{0})=0\,,}
где {\displaystyle i=1,\dots ,n} .
Равенствам {\displaystyle (**)} можно дать следующую интерпретацию. Предположим, что для чисел {\displaystyle \lambda _{1},\dots ,\lambda _{m}} данные равенства выполняются, и объединим их в столбец {\displaystyle {\vec {\lambda }}_{0}.}  Составим функцию Лагранжа:
{\displaystyle L({\vec {x}};{\vec {f}},{\vec {\lambda }})=f_{0}({\vec {x}})+\sum _{i=1}^{m}\lambda _{i}\,f_{i}({\vec {x}})\,,}
где {\displaystyle \lambda _{1},\dots ,\lambda _{m}} — уже произвольные числа. Тогда при {\displaystyle {\vec {\lambda }}={\vec {\lambda }}_{0}} точка {\displaystyle {\vec {x}}_{0}} является стационарной точкой функции Лагранжа, а равенства {\displaystyle (**)} могут быть записаны в виде
{\displaystyle {\frac {\partial L}{\partial x_{1}}}\,=\,{\frac {\partial L}{\partial x_{2}}}\,=\,\dots \,=\,{\frac {\partial L}{\partial x_{n}}}\,=\,0\,;}
эти соотношения и являются условиями стационарности точки {\displaystyle {\vec {x}}_{0}.}  Добавляя к ним уравнения связей {\displaystyle (*),} получаем {\displaystyle n+m} уравнений относительно {\displaystyle n+m} неизвестных {\displaystyle x_{1},\dots ,x_{n},\lambda _{1},\dots ,\lambda _{m}}.
Пример.  Найдём стороны прямоугольника максимальной площади, вписанного в окружность {\displaystyle x^{2}+y^{2}=r^{2}.}  Здесь {\displaystyle n=2,}  {\displaystyle m=1,}  {\displaystyle f_{0}(x,y)=4xy,}  {\displaystyle f_{1}(x,y)=x^{2}+y^{2}-r^{2}.}  Составив функцию Лагранжа
{\displaystyle L(x,y)\,=\,4xy+\lambda (x^{2}+y^{2}-r^{2})}
и записав условия её стационарности в точке условного экстремума
{\displaystyle {\frac {\partial L}{\partial x}}\equiv 4y+2\lambda x\,=\,0\,,\qquad {\frac {\partial L}{\partial y}}\equiv 4x+2\lambda y\,=\,0\,,}
находим:  {\displaystyle \lambda =-2}  и  {\displaystyle x=y=r/{\sqrt {2}}}  (прямоугольник максимальной площади оказался квадратом).

### Достаточное условие условного экстремума
Если равенства {\displaystyle (**)} при {\displaystyle {\vec {\lambda }}={\vec {\lambda }}_{0}} выполнены и при этом (дополнительно предполагается, что в точке {\displaystyle {\vec {x}}_{0}} все фигурирующие в постановке классической задачи на условный экстремум функции двукратно непрерывно дифференцируемы)  {\displaystyle {\rm {d}}^{2}L} представляет собой отрицательно (положительно) определённую квадратичную форму переменных {\displaystyle {\rm {d}}x_{1},\dots ,{\rm {d}}x_{n},}  то {\displaystyle {\vec {x}}_{0}} является точкой строгого условного максимума функции {\displaystyle f_{0}} (строгого условного минимума для положительно определенной формы). Если же рассматриваемая квадратичная форма не является знакоопределённой, тогда условного экстремума нет.

## Задача Лагранжа
Данная задача относится к вариационному исчислению и является одним из возможных обобщений классической задачи на условный экстремум. В задаче Лагранжа требуется найти непрерывно дифференцируемую функцию {\displaystyle {\vec {x}}={\vec {x}}(t),}  заданную на отрезке {\displaystyle [t_{0},t_{1}]}  и доставляющую экстремум (максимум или минимум) функционалу
{\displaystyle J\;=\;\int \limits _{t_{0}}^{t_{1}}F\,(t,{\vec {x}}(t),{\dot {\vec {x}}}(t))\,\,{\rm {d}}t}
(точкой обозначена операция дифференцирования по {\displaystyle t})  при фиксированных граничных условиях  {\displaystyle {\vec {x}}(t_{0})={\vec {x}}_{0},}  {\displaystyle {\vec {x}}(t_{1})={\vec {x}}_{1}}  и выполнении уравнений связей
{\displaystyle f_{i}\,(t,{\vec {x}}(t),{\dot {\vec {x}}}(t))\,=\,0\,,}
где {\displaystyle i=1,2,\dots ,m} .
В данной задаче также применим метод множителей Лагранжа. Предполагая уравнения связей независимыми, вводят в рассмотрение {\displaystyle m} неизвестных функций {\displaystyle \lambda _{1}(t),\dots ,\lambda _{m}(t)}  и сводят исходную задачу к задаче безусловной оптимизации, заменяя подынтегральную функцию функцией
{\displaystyle \Phi \,=\,F\,(t,{\vec {x}}(t),{\dot {\vec {x}}}(t))\,+\,\sum _{i=1}^{m}\lambda _{i}(t)\,f_{i}\,(t,{\vec {x}}(t),{\dot {\vec {x}}}(t))\,;}
в качестве аналога равенств {\displaystyle (**)} (т. e. в роли необходимых условий экстремума) теперь выступают уравнения Эйлера — Лагранжа, имеющие в рассматриваемом случае вид
{\displaystyle {\frac {\rm {d}}{{\rm {d}}t}}{\frac {\partial \Phi }{\partial {\dot {x}}_{k}}}-{\frac {\partial \Phi }{\partial x_{k}}}\,=\,0\,,}
где {\displaystyle k=1,2,\dots ,n.}  Из этих {\displaystyle n} обыкновенных дифференциальных уравнений, дополненных уравнениями связей, находят (с учётом имеющихся граничных условий) {\displaystyle n+m} неизвестных функций {\displaystyle x_{1}(t),\dots ,x_{n}(t),\lambda _{1}(t),\dots ,\lambda _{m}(t)} .